# Castineta
Castineta är en kommun i departementet Haute-Corse på ön Korsika i Frankrike. Kommunen ligger i kantonen Castifao-Morosaglia som tillhör arrondissementet Corte. År 2022 hade Castineta 35 invånare.

## Befolkningsutveckling
Antalet invånare i kommunen Castineta
Referens:INSEE